# Хуан Боскан Альмогавар
Хуан Боскан Альмогавар (Juan Boscán Almogávar; нар. близько 1490 р. у Барселоні — пом. 1542 р. там само, каталонське написання імені Жоан Боска і Альмогавер) — іспанський поет. Завдяки своїй подорожі до Італії він приніс новий італійський стиль до Іспанії. На нього вплинула творчість Данте і Франческо Петрарки.

## Біографія
Походив з каталонської буржуазії, що підіймалася в той час, і жив при дворі католицьких монархів. Він також працював вихователем герцога Альби. З офіційною місією він здійснив подорож до Італії, де познайомився з Гарсіласо де ла Вега; З ним його пов'язувала дружба на все життя.
У 1534 році Боскан переклав з італійської на іспанську книгу Бальдассаре Кастільоне про придворний етикет Il Cortegiano, що мало далекосяжний вплив на розвиток іспанської поезії.

## Творчість
Авторитетом і орієнтиром для Боскана була поезія Аузіаса Марка. Під відомим впливом посла Венеції при іспанському дворі, гуманіста Андреа Наваджеро Боскан звернувся до італійської лірики та традицій Петрарки. Він збагатив іспанську поезію десятискладовим віршем, розробленими формами сонета, терцини, октави тощо. У вигляді послання до герцогині де Сома опублікував маніфест італійської школи, що став прапором нової естетики іспанського Відродження. Традиціоналістську школу, що протистояла космополітизму Боскана, Гарсіласо і Уртадо де Мендоси, яка дотримувалася народних форм пісенної лірики, очолював Крістобаль де Кастільєхо.  У поемі «Геро і Леандр» Боскан дав приклад поетичної розробки античних сюжетів.

## Твори
- Las obras (посмертно 1543): головним чином сонети та канцони в італійському стилі.